# Turiwara
I Turiwara (o anche Turiuara) sono un gruppo etnico del Brasile che ha una popolazione stimata in circa 30 individui. Parlano la lingua Turiwara (codice ISO 639: TWT) e sono principalmente di fede animista.
Vivono nello stato brasiliano di Pará, insieme ai Tembé nei pressi del fiume Acará-miri.